# Tanius sinensis
Il tanio (Tanius sinensis) è un dinosauro erbivoro trovato in Cina in strati del Cretacico superiore, uno dei primi dinosauri cinesi a essere scoperto. Era probabilmente un grosso semibipede dal becco piatto, appartenente agli ornitopodi, forse un adrosauro primitivo simile a Gilmoreosaurus. Di questo animale si conosce principalmente un cranio incompleto dalla struttura stranamente alta.

## Confusione con gli "unicorni"
Spesso questo dinosauro è stato confuso con Tsintaosaurus, un altro adrosauro cinese soprannominato "dinosauro unicorno" per la cresta vistosa che si protendeva dalla fronte, ma ora si pensa che i due generi siano separati e, anzi, non siano nemmeno strettamente imparentati tra di loro.